# Anolis fortunensis
Anolis fortunensis – gatunek jaszczurki z rodziny Anolidae. Ma bardzo ograniczony zasięg występowania w Panamie, ale nie jest zagrożony wyginięciem.

## Systematyka
Gatunek zalicza się do rodzaju Anolis. Rodzaj ten umieszcza się obecnie w monotypowej rodzinie Anolidae. W przeszłości zaliczany był do licznej w gatunki rodziny legwanowatych (Iguanidae).

## Rozmieszczenie geograficzne
Jaszczurka ta występuje tylko w dwóch rezerwatach na zachodzie Panamy: Fortuna Forest Reserve i Palo Seco Forest Reserve. Jest spotykana w przedziale wysokości 1050–1750 m n.p.m.

## Siedlisko
Siedliskiem tego gada jest las mglisty; bytuje on na krzewach i drzewach.